# 셰릴 하인스
셰릴 루스 하인스(영어: Cheryl Ruth Hines, 1965년 9월 21일 ~ )는 미국의 배우, 영화 감독이다.